# Léon Daudet
Leon Daudet (16 tháng 11 năm 1867-30 tháng 6 năm 1942) là một nhà văn, nhà báo và chính trị gia Pháp.

## Danh mục tác phẩm
Tiểu thuyết
- Les Morticoles (1894).
- Le Voyage de Shakespeare (1896).
- Suzanne (1896).
- Sébastien Gouvès (1899).
- Les Deux Étreintes (1901).
- Le Partage de l'Enfant (1905).
- La Mésentente (1911).
- Le Lit de Procuste (1912).
- Le Cœur et l'Absence (1917).
- Dans la Lumière (1919).
- L'Amour est un Songe (1920).
- L'Entremetteuse (1921).
- Le Napus, Fléau de l'an 2227 (1927).
- Les Bacchantes (1931).
- Un Amour de Rabelais (1933).
- Médée (1935).

Tự luận
- L'Avant-guerre (1915).
- Contre l'Esprit Allemand de Kant à Krupp (1915).
- L'Hérédo, Essai sur le Drame Intérieur (1916).
- La Guerre Totale (1918).
- Le Poignard Dans le Dos: Notes sur l'Affaire Malvy (1918).
- Le Monde des Images: Suite de L'Hérédo (1919).
- Le Stupide XIXe Siècle (1922).
- Notre Provence Lưu trữ ngày 21 tháng 8 năm 2014 tại Wayback Machine (with Charles Maurras, 1933).

Tản văn
- Le Nain de Lorraine - Raymond Poincaré (1930).
- Le Garde des Seaux - Louis Barthou (1930).
- Le Voyou De Passage - Aristide Briand (1930).

Khác
- Alphonse Daudet (1898).
- Souvenirs des Milieux Littéraires, Politiques, Artistiques et Médicaux (1914–1921):
  - Fantômes et Vivants (1914).
  - Devant la Douleur (1915).
  - L'Entre-Deux-Guerres (1915).
  - Salons et Journaux (1917).
  - Au Temps de Judas (1920).
  - Vers le Roi (1921).
- La Pluie de Sang (1932).
- Député de Paris (1933).
- Paris Vécu:
  - Rive Droite (1929).
  - Rive Gauche (1930).
- Quand Vivait mon Père (1940).

Works in English translation
- Alphonse Daudet (1898).
- Memoirs of Léon Daudet (1925).
- The Stupid Nineteenth Century (1928).
- Cloudy Trophy; the Romance of Victor Hugo (1938).
- The Tragic Life of Victor Hugo (1939).
- Clemenceau; a Stormy Life (1940).
- The Napus: The Great Plague of the Year 2227 (translated, annotated and introduced by Brian Stableford, 2013).
- The Bacchantes: A Dionysian Scientific Romance (translated, annotated and introduced by Brian Stableford, 2013).

Selected articles
- "The Overthrow of German Military Prestige," The Living Age, Vol. 302 (1919).
- "The Stupid Nineteenth Century," The Living Age, Vol. 312 (1922).
- "Sulla and His Destiny," The Living Age, Vol. 315 (1922).
- "Maeterlinck's Book on Ants," The Living Age, Vol. 339 (1930).
- "My Father Alphonse," The Living Age, Vol. 339 (1930).